# Recorde da travessia do Atlântico Norte à vela
O recorde da travessia do Atlântico Norte à vela é uma prova transatlântica. A particularidade desta prova é de não ser nem uma regata nem um a corrida à vela, pois são os participantes que decidem quando e de onde decidem tentar bater o recorde escolhendo assim a melhor janela meteorológica. Assim não há uma sinal de partida, mas mais precisamente o tempo começa a ser contado quando passam a linha de partida que difere do sentido da tentativa de recorde. 

## Sentido
A tentativa de recorde disputa-se entre Nova Iorque  e o  Cabo Lizard, logo no sentido habitual Oeste-Este por ser o mais rápido devido aos ventos dominantes, ou no sentido Este-Oeste. 

## Modalidades
A prova pode ser efectuado ou ganha:
- nos dois sentidos: Este-Oeste ou Oeste-Este;
- em equipagem ou em solitário;
- em monocasco ou multicasco.

Por essa razão há tantos recordes como modalidades e sentidos.

## Troféu Loïc Caradec
Em homenagem a Loïc Caradec que naufragou em 1986 durante a Route du Rhum o
recorde chama-se hoje Troféu Loïc Caradec .

## Lista de recordes
Ver lista de recordes na versão francesa fr:Record de la traversée de l'Atlantique Nord à la voile